# LZ 15
Il dirigibile LZ 15 (designazione dell'esercito tedesco Z I Ersatz) era un dirigibile di tipo rigido, ricoperto in stoffa di cotone impermeabile, costruito in Germania dalla Luftschiffbau Zeppelin di Friedrichshafen negli anni dieci del XX secolo per scopi militari.

## Storia del progetto
Il dirigibile LZ 15 fu costruito a Friedrichshafen dalla Luftschiffbau Zeppelin ed effettuò il suo primo volo il 16 gennaio 1913. Fu preso in consegna dall'esercito ricevendo la registrazione Ersatz Z I (dirigibile Z I), in sostituzione di un altro Z I che era stato demolito a causa dell'obsolescenza. Il nuovo dirigibile era lungo 142 m, largo 14,9 m, disponeva di 16 celle per l'idrogeno e aveva un equipaggio di 20 uomini. La propulsione verteva su tre motori Maybach B-Y a sei cilindri in linea, raffreddati a liquido eroganti ognuno la potenza di 165 CV, ed azionanti eliche bipala anteriormente e quadripala posteriormente. Lo Z I Ersatz fu posto di stanza a Baden-Oos, ed  effettuò un totale di 33 voli.
A causa dei forti venti contrari, il 19 marzo 1913, dopo un viaggio di venti ore, il dirigibile non riuscì a raggiungere lo scalo di partenza di Baden-Oos e dovette effettuare un atterraggio di emergenza nei pressi di Karlsruhe per mancanza di carburante. Lo hauptmann Horn riuscì ad atterrare sulla piazza d'armi intorno alle 15:30. Verso le 17:00, il vento spinse la prua del dirigibile, che era ancorata,  verso terra con una tale violenza che la struttura scoppiò. L'equipaggio operativo del 4° Battaglione telegrafico (Telegraphen-Bataillon Nr. 4) locale e quello del dirigibile riuscirono a lasciare le gondole senza riportare ferite. Motori e strumentazione vennero recuperati intatti, mentre il resto dell'aeronave andò completamente distrutto.

## Utilizzatori
Germania
- Deutsches Heer (1871-1919)